# Thomas Schönlebe
Thomas Schönlebe (Frauenstein, 6 augustus 1965) is een voormalige Oost-Duitse sprinter en was 36 jaar lang Europees recordhouder op de 400 m. In de jaren tachtig en negentig was hij een van de sterkste 400-meter lopers ter wereld. Hij nam driemaal deel aan de Olympische Spelen.

## Biografie
Op achttienjarige leeftijd werd Schönlebe in 1983 Europees kampioen bij de junioren. In 1986 werd hij zesde op de wereldkampioenschappen voor junioren. Hij nam deel aan de Olympische Spelen van 1988, 1992 en 1996, maar won geen medailles.
Schönlebe werd in 1985 kampioen op de 400 m tijdens de wereldindoorkampioenschappen in Parijs en in 1987 tijdens de wereldkampioenschappen in Rome. In laatstgenoemde wedstrijd liep hij een Europees record van 44,33 dat maar liefst 36 jaar zou blijven staan, totdat de Brit Matthew Hudson-Smith dit in de halve finales van de wereldkampioenschappen in Boedapest verbeterde tot 44,26. 
In 1986 werd Schönlebe tweede op de Europese kampioenschappen in Stuttgart achter Roger Black. Op een van zijn laatste wedstrijden maakte hij deel uit van de Duitse estafetteploeg op de 4 x 400 m tijdens de WK van 1993 in Stuttgart. Deze ploeg won op deze kampioenschappen een bronzen medaille.
Thomas Schönlebe liep voor SC Karl-Marx-Stadt (in 1990 tot SC Chemnitz hernoemd) en vanaf 1994 tot het eind van zijn actieve sportcarrière in 1997 voor LAC Erdgas Chemnitz. Hierna werkte hij in Chemnitz als bankbediende en later als bedrijfsleider van de sportvereniging LAC Erdgas Chemnitz.

## Doping
In 1991 kregen dopingtegenstanders Brigitte Berendonk en Werner Franke meerdere bewijsstukken en gekwalificeerde geschriften van voormalige Oost-Duitse onderzoekers van de MMA (Militaire Medische Academie) in handen. Aan de hand hiervan kon het dopinggebruik van vele Oost-Duitse atleten, waaronder die van Thomas Schönlebe, worden gereconstrueerd. Volgens de geschriften kreeg Thomas Schönlebe tussen 1983 en 1984 Oral-Turinabol toegediend. Hij werd in deze tijd door de latere DLV-bondstrainer Peter Dost getraind.

## Titels
- Wereldkampioen 400 m - 1987
- Wereldindoorkampioen 400 m - 1985
- Europees indoorkampioen 400 m - 1986
- Duits kampioen 400 m - 1992, 1993
- Duits indoorkampioen 200 m - 1991
- Oost-Duits indoorkampioen 200 m - 1990
- Oost-Duits kampioen 400 m - 1983, 1984, 1985, 1987, 1988
- Oost-Duits indoorkampioen 400 m - 1985, 1988
- Europees juniorenkampioen 400 m - 1983

## Persoonlijke records
| Onderdeel       | Prestatie         | Datum            | Plaats       |
| --------------- | ----------------- | ---------------- | ------------ |
| 400 m (outdoor) | 44,33 (ex-AR; NR) | 3 september 1987 | Rome         |
| 400 m (indoor)  | 45,05 s (AR)      | 5 februari 1988  | Sindelfingen |

## Palmares

### 400 m
- 1983:  Europese beker - 45,70 s
- 1983: 6e WK - 45,50 s
- 1985:  WK indoor - 45,60 s
- 1985:  EK junioren - 45,64 s
- 1985:  Wereldbeker - 44,72 s
- 1985:  Europese beker - 44,96 s
- 1985:  WK indoor - 45,60 s
- 1986:  EK - 44,63 s
- 1986:  EK indoor - 46,98 s
- 1987:  Europese beker - 44,96 s
- 1987:  WK - 44,33 s
- 1990:  EK - 45,13 s

### 4 x 400 m
- 1988: 4e OS - 3.01,13